# IC 346
IC 346 est une galaxie lenticulaire vue par la tranche et située dans la constellation de l'Éridan. Sa vitesse par rapport au fond diffus cosmologique est de 1 965 ± 32 km/s, ce qui correspond à une distance de Hubble de 29,0 ± 2,1 Mpc (∼94,6 millions d'al). IC 346 a été découverte par l'astronome américain Frank Müller en 1887.
NGC 1407 est une galaxie de l'amas de l'Éridan.
Notons que, selon Wolfgang Steinicke, IC 346 est un objet inexistant, ce qui n'est pas l'avis des autres sources consultées.

## Groupe de NGC 1407
IC 346 fait partie du groupe de NGC 1407. Ce groupe comprend au moins 9 galaxies. Les autres galaxies du groupe sont IC 343, NGC 1359 (?), NGC 1407, NGC 1440, NGC 1452, ESO 548-44, ESO 548-47 et ESO 548-68. Notons que selon le site « Un atlas de l'Univers » de Richard Powell, la galaxie NGC 1359 fait partie du groupe qui porte son nom, le groupe de NGC 1359. La distance moyenne du groupe de NGC 1359 est de 28,0 Mpc alors que celle du groupe de NGC 1407 est de 24,8 Mpc. Il semble donc que NGC 1359, qui est à une distance de 27,6 Mpc, ne devrait pas faire partie du groupe de NGC 1407, mais bien du groupe qui porte son nom comme le soutient Richard Powell.